# Millidgea convoluta
Millidgea convoluta är en spindelart som beskrevs av George Hazelwood Locket 1968. Millidgea convoluta ingår i släktet Millidgea och familjen täckvävarspindlar.
Artens utbredningsområde är Angola. Inga underarter finns listade i Catalogue of Life.